# Яшуркаев, Султан Сайдалиевич
Султан Сайдалиевич Яшуркаев (21 апреля 1942, Веденский район, Чечено-Ингушская АССР — 30 января 2018, Герардсберген, Фламандский регион) — чеченский поэт и писатель.

## Биография

### Юность
В 1960 году он закончил Харачоевскую среднюю школу. В том же году поступил на филологический факультет Чечено-Ингушского государственного педагогического института и закончил его уже в статусе университета в 1974 году. Работал короткое время учителем в сельской школе. Первые стихи Султана были опубликованы в Веденской районной газете «Колхозная жизнь». Особенно активно он начал работать в поэзии после вступления в творческое объединение молодых литераторов Чечни «Прометей», созданное в 1975 году при Чечено-Ингушском государственном университете.

### Карьера
Окончил Грозненский пединститут и юридический факультет Московского государственного университета имени Ломоносова. После этого многие годы работает на различных должностях в качестве юриста, в агропромышленном комплексе районов республики. Работал учителем, следователем прокуратуры, в Верховном Совете Чечено-Ингушской АССР. Пишет на чеченском и русском языках. Автор повестей и рассказов таких как «Белое пятно на сумерках ночи», «Картошка», «Зина», «Напса». Был критиком в объединении литераторов Чечни «Прометей».
Первая книга Султана «Царапины на осколках» вышла в свет в 2000 году в издательстве «Грааль». Именно по этой книге он стал известен русскому читателю. Книга, фрагменты которой опубликованы в «Дружбе Народов», является её продолжением. Произведения Султана переведены на французский, немецкий, польский, чешский языки и на ряд языков стран СНГ.